# Saab Safari
Saab Safari (MFI-15) – samolot dwumiejscowy, szkolny i użytkowy produkcji szwedzkiej. Wykorzystywany do szkolenia pilotów wojskowych. Wykorzystywany był także do prowadzenia misji medycznych oraz dostarczaniu żywności na obszarach katastrof, patrolowania granic i dużych obszarów. Wyposażony w płaski silnik tłokowy Lycoming IO-360-A1B6 o mocy 149 kW (202 KM). W Pakistanie uruchomiono produkcję licencyjną w Pakistan Aeronautical Complex pod oznaczeniem MFI-17 Mushshak, obecnie produkowane są zmodernizowane Super Mushshak (eksportowane też do Arabii Saudyjskiej).

## Użytkownicy
MFI-17 Supporter:
- Dania : Flyvevåbnet – 32
- Norwegia : Luftforsvaret – 23
- Pakistan : Pakistan Air Force – 120
- Sierra Leone : Siły zbrojne Sierra Leone – 2
- Zambia : Siły zbrojne Zambii – 20

MFI-17 Mushshak:
- Pakistan : Pakistan Air Force – 149
- Iran : Siły Powietrzne Islamskiej Republiki Iranu – 25
- Oman : Królewskie Siły Powietrzne Omanu – 8
- Syria : Syryjskie Siły Powietrzne – 6